# Nabuko Donosor loopt voor de voeten
"Nabuko Donosor loopt voor de voeten" is het 49e stripverhaal in de serie De avonturen van Urbanus. Het album werd bedacht door Willy Linthout en Urbanus en geschreven en getekend door Linthout. Het album verscheen in 1994.
De naam Nabuko Donosor verwijst naar de mythische Babylonische koning Nebukadnezar II.

## Verhaal
Nabuko Donosor heeft vlooien en dat zorgt voor heel wat problemen. Cesar wil Nabuko Donosor buiten gooien, maar Urbanus en Amedee bedenken allerlei plannetjes om ervoor te zorgen dat Nabuko Donosor in een goed daglicht staat bij Cesar.